# Calhoun (Tennessee)
Calhoun es un pueblo ubicado en el condado de McMinn en el estado estadounidense de Tennessee. En el Censo de 2010 tenía una población de 490 habitantes y una densidad poblacional de 164,94 personas por km².

## Geografía
Calhoun se encuentra ubicado en las coordenadas 35°17′49″N 84°44′45″O / 35.29694, -84.74583. Según la Oficina del Censo de los Estados Unidos, Calhoun tiene una superficie total de 2.97 km², de la cual 2.82 km² corresponden a tierra firme y (5.14%) 0.15 km² es agua.

## Demografía
Según el censo de 2010, había 490 personas residiendo en Calhoun. La densidad de población era de 164,94 hab./km². De los 490 habitantes, Calhoun estaba compuesto por el 97.76% blancos, el 0.41% eran afroamericanos, el 0.41% eran amerindios, el 0% eran asiáticos, el 0% eran isleños del Pacífico, el 0% eran de otras razas y el 1.43% pertenecían a dos o más razas. Del total de la población el 1.02% eran hispanos o latinos de cualquier raza.